# Jean Antoine Arthur Gris
Jean Antoine Arthur Gris (11 de diciembre de 1829, Châtillon-sur-Seine- 19 de agosto de 1872, París) fue un botánico francés.
Comienza sus trabajos en 1855 en el laboratorio dirigido por Adolphe Brongniart (1801-1876) en el Muséum national d'histoire naturelle. Deviene, en 1858, suplente de Hugh d’Algernon Weddell (1819-1877) a quien reemplaza en 1859 como ayuda naturalista. Ese mismo año, obtiene su doctorado con su tesis Estudios microscópicos sobre la clorofila. Es asistente de Brongniart en 1864.
Fue autor de 80 publicaciones, principalmente en el Bulletin de la Société botanique de France y en los Anales de Ciencias Naturales.

## Honores

### Epónimos
Género
- (Rubiaceae) Grisia Brongn.[1]

Especies
- (Myrtaceae) Eugenia grisii Baker f.[2]

- (Myrtaceae) Nani grisii Kuntze[3]

- (Valerianaceae) Valeriana grisiana Wedd.[4]

### Fuente
- Philippe Jaussaud & Édouard R. Brygoo. 2004. Del Jardín al Museo en 516 biografías. Muséum national d’histoire naturelle de París : 630 p.

- La abreviatura «Gris» se emplea para indicar a Jean Antoine Arthur Gris como autoridad en la descripción y clasificación científica de los vegetales.[5]